# Örkény
Örkény is een plaats (város) en gemeente in het Hongaarse comitaat Pest. Örkény telt 4978 inwoners (2001).